# 107%规则
107%规则是F1中的一项运动规则。按照现行规则，它的意思是指：在第一节排位赛时，如果一位车手完成比赛的时间大于最短时间的107%，那么这位车手便不再被允许参加正赛。但是，在实际操作时，赛事干事仍有可能允许大于最短时间的107%的车手参加比赛（例如2013年澳大利亚大奖赛，卡特汉姆车队的查尔斯·皮克的时间高于107%时间，但是赛事干事仍然允许他参加正赛。）。
107%规则于1996年第一次引入，并且一直沿用到2002年。2011年，该项规则再一次被引入F1。

## 历史

### 引入
1995年6月，F1的主管机构国际汽联在国际汽联世界汽车运动理事会的一次会议中引入了107%规则。设立107%规则的建议来自于F1理事会，该机构一直负责制定F1的比赛规则。在1995年之前的几年，每个赛季的参赛赛车数量已经降至26辆，这使得按照当时的规则所有的赛车都可以通过排位赛参加正赛。1995年，新的比赛规则仍然未确立，这使得许多小车队仍然可以参加比赛。按照最初的计划，107%规则会在1995年匈牙利大奖赛中开始执行。但是由于弗迪车队以及太平洋车队的反对，107%规则被推迟到1996赛季，绝大部分车队也同意在1996赛季开始执行107%规则 。
时任国际汽联主席的马克斯·莫斯利说“任何一支组织良好的车队都能够达到107%规则的要求” 。F1掌门人伯尼·埃克莱斯顿也认同这样的看法，他在一次采访中说“F1是最好的，所以我们不需要任何不是最好的东西”。伯尼对一些小车队只关心参加比赛来为他们的赞助商广告提高曝光率而非提高赛车技术水平表达了不满。另一方面，许多小车队开始担心无法达到107%规则的要求，太平洋车队经理马克·加拉格尔表示“107规则使得那些没有具有竞争力引擎的车队难以参加正赛，引擎比底盘等部件对赛车速度的影响更大，而制造引擎并不在我们的能力范围内。缩小我们和米纳尔迪车队的差距是可能的，但是规则的突然到来令我们非常发愁。如果我们有3年时间的话，情况将会有一些不同”。

### 废除
排位赛系统从2003赛季开始发生了一些改变，之前的自由排位赛（允许车手们自由做出12个计时圈）由两节排位赛所取代。按照新的规则，赛车之间的差距将会较大，所以107%规则并未被加入至国际汽联制定的2003赛季竞赛规则之中 ，而在稍早之前，国际汽联曾承诺107%规则会继续沿用。
2003年，事实证明新的排位赛规则并不适合小车队，这些车队需要在第一节排位赛的最后起跑（按照积分顺序），并在第二节排位赛的开始起跑（与第一节排位赛起跑顺序相反）。2004年，当时的规则漏洞逐渐暴露了出来，107%规则可能会被再一次加入规则之中，但是最终国际汽联只是对排位赛时间做了一些小小的改变。米纳尔迪车队的拥有者保罗·斯托达特当时非常反对将107%规则重新引入F1之中。

### 再次引入
2010赛季刚开始，国际汽联主席让·托德就表态支持重新引入107%规则，因为排位赛规则再一次地发生了变化，赛车可以携带较少的燃油参加排位赛。
2010年6月23日，国际汽联国际汽联世界汽车运动理事会决定从2011年开始，将107%规则重新加入比赛规则之中。按照新的规则，只有在第一节排位赛期间排位时间小于最短时间的107%的车手才可以参加正赛，但是赛事干事可以特许车手参加正赛。2012年澳洲大獎賽中，HRT車隊兩名車手未能通過107%規則下未能晉級正賽，這是F1至今最後一次發生。